# Nazmi Bari
Nazmi Bari (İstanbul, 13 de novembre de 1929 - 20 de setembre de 2008) fou un tennista turc, membre primerament del club esportiu TED (Tenis Eskrim Dağcılık - Tennis, Esgrima, Alpinisme en llengua turca) d'Istanbul i després a Ankara Tenis Kulübü d'Ankara. Entre els anys 1951 i 1965 va ser campió de Turquia dotze vegades en singles. Ha participat en el Torneig de Wimbledon (1959) i US Open (1963). També ha jugat per la selecció turca de tennis.
Hi ha un torneig internacional anual a Istanbul que duu el seu nom, Copa Nazmi Bari, des de l'any de la seva mort, 2008.